# Raphaël Varane
Raphaël Xavier Varane (Lilla, 25 aprile 1993) è un ex calciatore francese, di ruolo difensore, membro del consiglio di amministrazione del Como. Con la nazionale francese è diventato campione del mondo nel 2018, vicecampione del mondo nel 2022 e ha vinto la UEFA Nations League 2020-2021.
Con la maglia del Real Madrid ha vinto tre campionati spagnoli (2011-2012, 2016-2017 e 2019-2020), una Coppa del Re (2013-2014), tre Supercoppe spagnole (2012, 2017, 2019), quattro Champions League (2013-2014, 2015-2016, 2016-2017 e 2017-2018), tre Supercoppe UEFA (2014, 2016 e 2017) e quattro Mondiali per club (2014, 2016 e 2017, 2018).
Convocato dalla nazionale francese a partire dal 2013, ha partecipato a tre Mondiali (2014, 2018 e 2022), vincendo quello del 2018. Fa parte del ristretto novero di calciatori capaci di vincere la Champions League e la Coppa del mondo nello stesso anno.

## Biografia
Di origini martinicane, ha un fratellastro di nome Jonathan, anch'egli calciatore.
Si è sposato nel 2015 con Camille Tytgat, da cui ha avuto due figli, Anais e Ruben.
In un'intervista a L'Équipe nel 2024, ha raccontato di come le diverse commozioni cerebrali subite durante la carriera, insieme ad altri problemi fisici, ne abbiano condizionato lo stato di salute e il rendimento in campo; ha citato come esempi le sue prestazioni negative nell'incontro dei quarti di finale del campionato del mondo 2014 con la Germania, e nella gara di ritorno degli ottavi di finale di UEFA Champions League contro il Manchester City nel 2020, entrambe partite che il difensore aveva disputato nonostante i postumi di colpi alla testa.

## Caratteristiche tecniche
Difensore centrale dal fisico possente, può ricoprire anche i ruoli di centrocampista difensivo e terzino destro. In Francia è definito il nuovo Laurent Blanc.
Nel 2012 è stato inserito nella lista dei migliori calciatori nati dopo il 1991 stilata da Don Balón.

## Carriera

### Giocatore

#### Club

##### Gli inizi, Lens
Inizia la sua carriera da professionista nel Lens debuttando in Ligue 1 il 7 novembre 2010 contro il Montpellier. Da qui brucia subito le tappe collezionando in tutto 23 presenze in campionato, di cui ben 22 da titolare. Le ottime prestazioni offerte, complice anche la giovane età, attirano su Varane le attenzioni dei maggiori club francesi ed europei.

##### Real Madrid

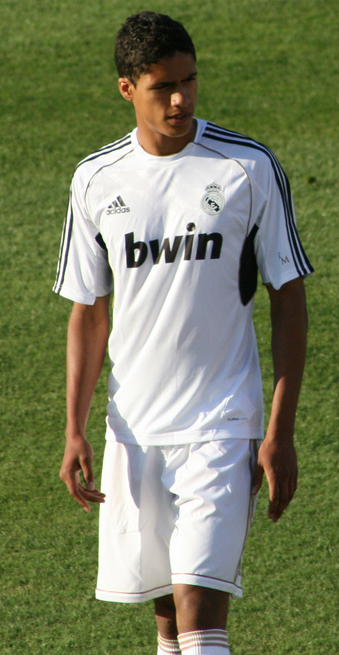
Varane con la maglia del Real Madrid nel 2011

Il 27 giugno 2011 il Real Madrid ufficializza l'ingaggio del difensore, pagandolo 10 milioni di euro. Il giocatore si lega contrattualmente al club spagnolo fino al 2017. Esordisce ufficialmente con i Blancos il 21 settembre seguente, nell'incontro a reti bianche con il Racing Santander e valido per la quarta giornata di Liga. Tre giorni più tardi realizza, il suo primo gol nel derby vinto 6-2 contro il Rayo Vallecano, andando a segno con un colpo di tacco. Il 27 settembre debutta, invece, in UEFA Champions League, giocando da titolare la partita vinta contro l'Ajax. A fine anno conquista il suo primo campionato spagnolo.
Inizia la stagione seguente vincendo la Supercoppa di Spagna 2012 nella doppia sfida contro il Barcellona. Il 30 gennaio 2013, nella semifinale di andata della Coppa del Re giocata al Santiago Bernabéu, mette a segno di testa la rete dell'1-1 finale con il Barcellona. Un mese più tardi, nella gara di ritorno, realizza il gol del momentaneo 0-3 per il Real Madrid (la partita si concluderà 1-3). Nel mese di aprile, da parte di alcuni lettori del quotidiano sportivo Marca, come miglior giocatore straniero della storia del Real Madrid. Tuttavia, in seguito ad un infortunio occorso durante una gara contro la Real Sociedad, viene sottoposto ad un intervento chirurgico che lo avrebbe tenuto fuori dal campo per un cospicuo periodo di tempo.
Il 16 aprile 2014 conquista il suo primo ed unico titolo di Coppa del Re, battendo in finale il Barcellona per 2-1. Il 24 maggio 2014 conquista la UEFA Champions League, giocando da titolare nella finale vinta per 4-1 contro l'Atlético Madrid.

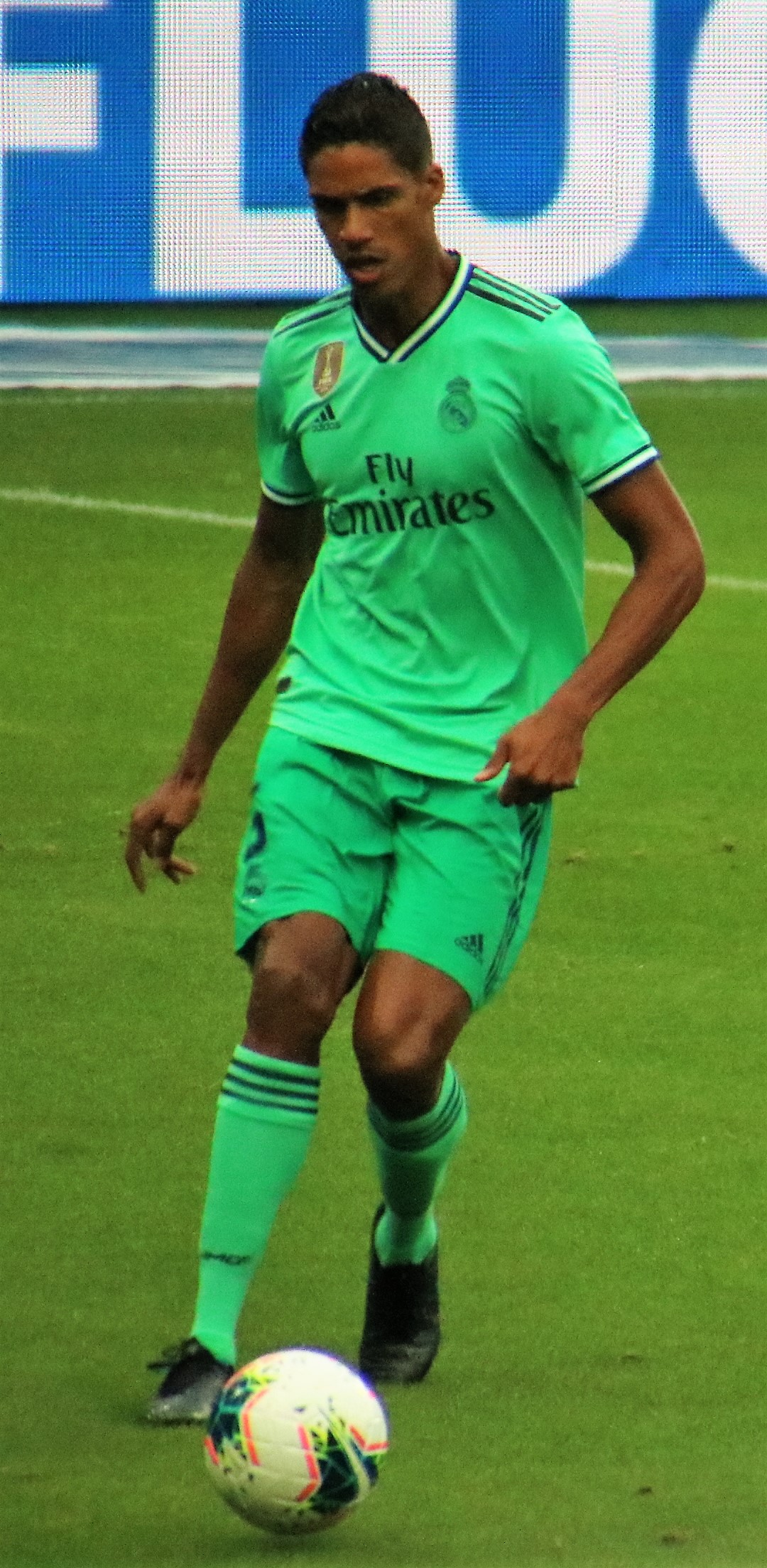
Varane con il Real Madrid nel 2019

La stagione 2014-2015 si apre con la vittoria della Supercoppa UEFA, vinta il 12 agosto 2014 battendo 2-0 il Siviglia, vincitore della UEFA Europa League. Il 20 dicembre conquista il Mondiale per club, battendo 2-0 in finale gli argentini del San Lorenzo. Il 18 febbraio 2015, in occasione degli ottavi di finale di UEFA Champions League contro lo Schalke 04, raggiunge quota 100 presenze con la maglia del club madrileno.
Il 28 maggio 2016 si aggiudica la sua seconda UEFA Champions League, vincendo ai rigori il derby contro l'Atlético Madrid. L'anno successivo si aggiudica sia il campionato, che la UEFA Champions League.
Inizia la stagione 2017-2018 vincendo la Supercoppa UEFA per 2-1 contro il Manchester Utd. Il 27 settembre decide di estendere il proprio contratto con i Blancos fino all'estate del 2022. Nel corso dell'annata conquista nuovamente la UEFA Champions League, sconfiggendo in finale il Liverpool. Successivamente, in seguito alle sue ottime prestazioni durante l'anno, viene inserito all'interno della lista dei 30 candidati per il Pallone d'oro 2018, che lo vedrà piazzarsi al settimo posto. Varane si è anche piazzato al nono posto della classifica dei giocatori candidati al The Best FIFA Men's Player, venendo inoltre eletto miglior difensore centrale dell'anno dalla FIFPro.
Nella stagione 2019-2020 conquista sia la Supercoppa di Spagna che il campionato, terzo successo personale per entrambe le competizioni.
Conclude l'esperienza madrilena con 360 presenze, 17 reti e 18 trofei conquistati.

##### Manchester United

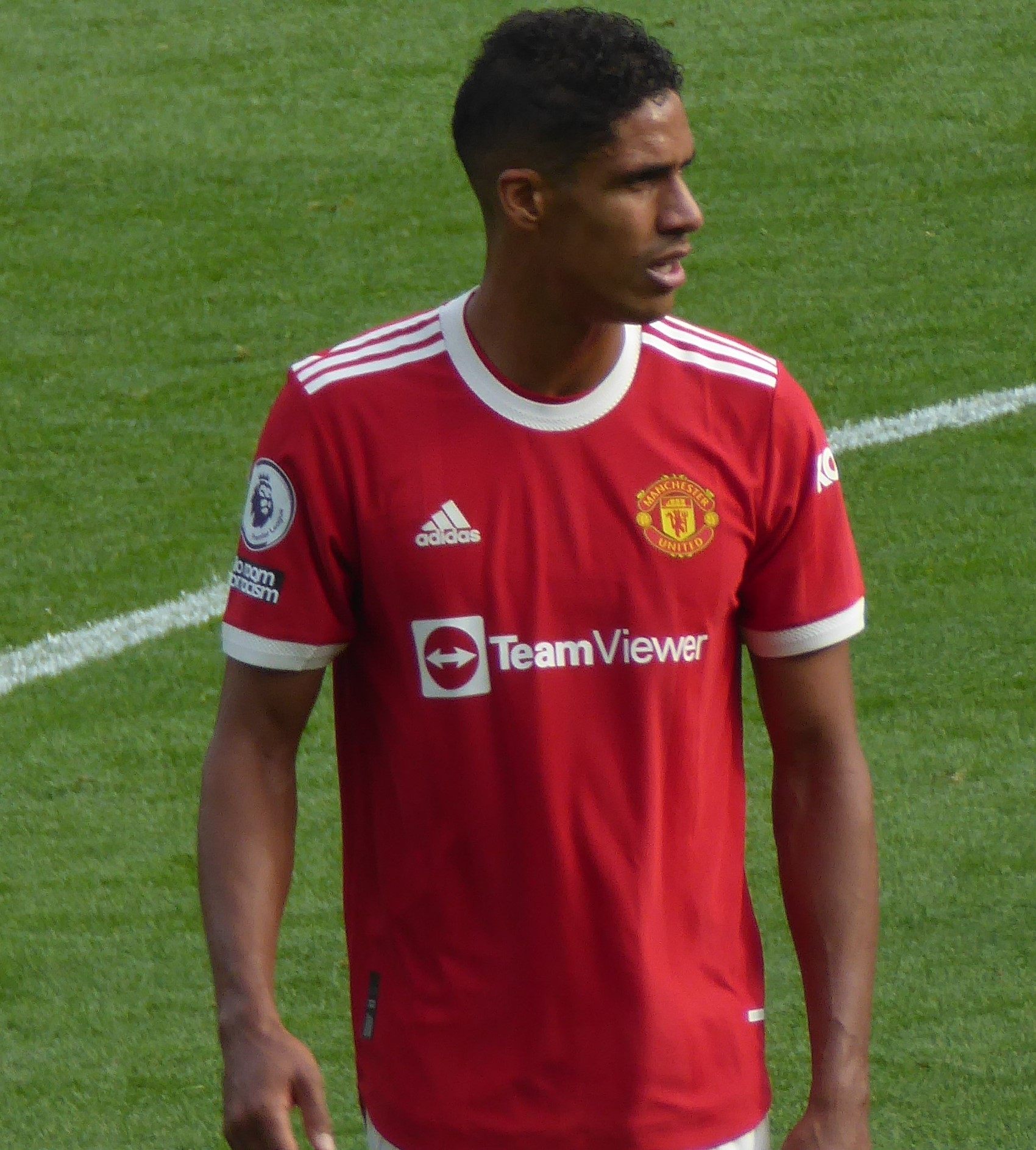
Varane con il Manchester United nel 2021

Il 27 luglio 2021 il Manchester Utd comunica di aver trovato un accordo con il Real Madrid per il trasferimento del calciatore, soggetto a quello col giocatore e al superamento delle visite mediche.
Il 14 agosto successivo il club inglese finalizza il trasferimento, con il giocatore che firma un contratto quadriennale. Il francese decide di vestire la maglia numero 19, indossata durante i suoi primi anni al Real Madrid. Fa il proprio esordio in Premier League il 29 agosto, servendo l'assist per la rete decisiva di Mason Greenwood in un match contro il Wolverhampton. Il 2 maggio 2022, in una gara contro il Brentford, mette a segno la sua prima rete in terra inglese. Termina la sua prima annata al club totalizzando 29 presenze.
Inizia in maniera discreta la stagione 2022-2023, ma il 22 ottobre 2022, durante una gara contro il Chelsea, subisce un infortunio alla gamba. Il tecnico Erik ten Hag, in una conferenza stampa, annuncia che il giocatore sarebbe stato difficilmente convocato dalla Nazionale francese per i Mondiali del 2022 data l'entità dell'infortunio. Il 26 febbraio 2023 vince il suo primo titolo di Coppa di Lega battendo in finale il Newcastle United per 2-0. Tuttavia, termina la stagione totalizzando 34 presenze.
Il 14 agosto 2023 mette a segno la rete decisiva per la vittoria della propria squadra contro il Wolverhampton. Il 14 maggio 2024 annuncia il proprio addio ai Red Devils al termine della stagione. Disputa la sua ultima gara con il club il 25 maggio seguente, giocando da titolare la finale di FA Cup vinta dalla propria squadra per 2-1 contro i rivali del Manchester City.
Il 14 maggio 2024 annuncia il suo addio al termine della stagione, a scadenza del suo contratto con il club inglese.

##### Como e ritiro
Il 28 luglio 2024, da svincolato, firma un contratto biennale con il Como, neopromosso in Serie A.
Coi lariani, però, riesce a giocare solo l'incontro del primo turno di Coppa Italia con la Sampdoria, disputato l'11 agosto e perso per 1-0, in cui è costretto a lasciare il terreno di gioco dopo 23 minuti per un infortunio al ginocchio; dopo essere stato escluso dalla lista dei giocatori schierabili in Serie A, il 25 settembre seguente il difensore annuncia il proprio ritiro dal calcio giocato, all'età di 31 anni, dichiarando al contempo di voler ricoprire un ruolo nella dirigenza del Como.

#### Nazionale
Esordisce con la nazionale francese il 22 marzo 2013, in una partita valida per le Qualificazioni ai Mondiali 2014 contro la Georgia. Viene convocato fra i 23 del Mondiale 2014 in Brasile, giocando da titolare e scendendo in campo in cinque occasioni. Il 14 ottobre 2014 diventa più giovane giocatore della nazionale francese ad indossare la fascia di capitano all'età di 21 anni.
Nel 2016 viene inizialmente convocato per gli Europei in Francia ma, a causa di un infortunio alla coscia, viene sostituito da Adil Rami. Nel 2018 viene convocato per i Mondiali di Russia dove segna la sua prima rete nei quarti di finale contro l'Uruguay (vinti 2-0). Gioca da titolare in tutte le partite della competizione, vinta dai transalpini grazie alla vittoria in finale per 4-2 contro la Croazia.
Gioca nel 2022 il Mondiale in Qatar, che vede la Francia venir sconfitta in finale dall'Argentina.
Il 2 febbraio 2023, Varane annuncia ufficialmente il proprio ritiro dalla nazionale, dopo aver collezionato 93 presenze e cinque reti con i Bleus.

### Dirigente
Come anticipato nel momento del suo ritiro dal calcio giocato, Varane rimane al Como ed il 19 ottobre 2024 inizia la sua carriera dirigenziale all'interno della società lariana, nelle vesti di nuovo membro del consiglio direttivo con funzioni di consulenza per lo sviluppo dei giovani, l’istruzione e l’innovazione.

## Statistiche

### Presenze e reti nei club
Statistiche aggiornate al 25 settembre 2024.
| Stagione              | Squadra               | Campionato            | Campionato | Campionato | Coppe nazionali | Coppe nazionali | Coppe nazionali | Coppe continentali | Coppe continentali | Coppe continentali | Altre coppe | Altre coppe | Altre coppe | Totale | Totale |
| Stagione              | Squadra               | Comp                  | Pres       | Reti       | Comp            | Pres            | Reti            | Comp               | Pres               | Reti               | Comp        | Pres        | Reti        | Pres   | Reti   |
| --------------------- | --------------------- | --------------------- | ---------- | ---------- | --------------- | --------------- | --------------- | ------------------ | ------------------ | ------------------ | ----------- | ----------- | ----------- | ------ | ------ |
| 2010-2011             | Lens 2                | CFA                   | 9          | 0          | CF+CdL          | -               | -               | -                  | -                  | -                  | -           | -           | -           | 9      | 0      |
| 2010-2011             | Lens                  | L1                    | 23         | 2          | CF+CdL          | 1+0             | 0               | -                  | -                  | -                  | -           | -           | -           | 24     | 2      |
| 2011-2012             | Real Madrid           | PD                    | 9          | 1          | CR              | 2               | 1               | UCL                | 4                  | 0                  | SS          | 0           | 0           | 15     | 2      |
| 2012-2013             | Real Madrid           | PD                    | 15         | 0          | CR              | 7               | 2               | UCL                | 11                 | 0                  | SS          | 0           | 0           | 33     | 2      |
| 2013-2014             | Real Madrid           | PD                    | 14         | 0          | CR              | 2               | 0               | UCL                | 7                  | 0                  | -           | -           | -           | 23     | 0      |
| 2014-2015             | Real Madrid           | PD                    | 27         | 0          | CR              | 4               | 2               | UCL                | 12                 | 0                  | SU+SS+Cmc   | 0+1+2       | 0           | 46     | 2      |
| 2015-2016             | Real Madrid           | PD                    | 26         | 0          | CR              | 0               | 0               | UCL                | 7                  | 0                  | -           | -           | -           | 33     | 0      |
| 2016-2017             | Real Madrid           | PD                    | 23         | 1          | CR              | 3               | 1               | UCL                | 10                 | 2                  | SU+Cmc      | 1+2         | 0           | 39     | 4      |
| 2017-2018             | Real Madrid           | PD                    | 27         | 0          | CR              | 1               | 0               | UCL                | 11                 | 0                  | SU+SS+Cmc   | 1+2+2       | 0           | 44     | 0      |
| 2018-2019             | Real Madrid           | PD                    | 32         | 2          | CR              | 4               | 0               | UCL                | 4                  | 0                  | SU+Cmc      | 1+2         | 0           | 43     | 2      |
| 2019-2020             | Real Madrid           | PD                    | 32         | 2          | CR              | 1               | 1               | UCL                | 8                  | 0                  | SS          | 2           | 0           | 43     | 3      |
| 2020-2021             | Real Madrid           | PD                    | 31         | 2          | CR              | 0               | 0               | UCL                | 9                  | 0                  | SS          | 1           | 0           | 41     | 2      |
| Totale Real Madrid    | Totale Real Madrid    | Totale Real Madrid    | 236        | 8          |                 | 24              | 7               |                    | 83                 | 2                  |             | 17          | 0           | 360    | 17     |
| 2021-2022             | Manchester Utd        | PL                    | 22         | 1          | FACup+CdL       | 2+0             | 0               | UCL                | 5                  | 0                  | -           | -           | -           | 29     | 1      |
| 2022-2023             | Manchester Utd        | PL                    | 24         | 0          | FACup+CdL       | 3+2             | 0               | UEL                | 5                  | 0                  | -           | -           | -           | 34     | 0      |
| 2023-2024             | Manchester Utd        | PL                    | 22         | 1          | FACup+CdL       | 2+1             | 0               | UCL                | 4                  | 0                  | -           | -           | -           | 29     | 1      |
| Totale Manchester Utd | Totale Manchester Utd | Totale Manchester Utd | 68         | 2          |                 | 10              | 0               |                    | 14                 | 0                  |             | -           | -           | 92     | 2      |
| lug.-set. 2024        | Como                  | A                     | -          | -          | CI              | 1               | 0               | -                  | -                  | -                  | -           | -           | -           | 1      | 0      |
| Totale carriera       | Totale carriera       | Totale carriera       | 336        | 12         |                 | 36              | 7               |                    | 97                 | 2                  |             | 17          | 0           | 486    | 21     |

### Cronologia presenze e reti in nazionale
| Cronologia completa delle presenze e delle reti in nazionale ― Francia | Cronologia completa delle presenze e delle reti in nazionale ― Francia | Cronologia completa delle presenze e delle reti in nazionale ― Francia | Cronologia completa delle presenze e delle reti in nazionale ― Francia | Cronologia completa delle presenze e delle reti in nazionale ― Francia | Cronologia completa delle presenze e delle reti in nazionale ― Francia | Cronologia completa delle presenze e delle reti in nazionale ― Francia | Cronologia completa delle presenze e delle reti in nazionale ― Francia |
| Data                                                                   | Città                                                                  | In casa                                                                | Risultato                                                              | Ospiti                                                                 | Competizione                                                           | Reti                                                                   | Note                                                                   |
| ---------------------------------------------------------------------- | ---------------------------------------------------------------------- | ---------------------------------------------------------------------- | ---------------------------------------------------------------------- | ---------------------------------------------------------------------- | ---------------------------------------------------------------------- | ---------------------------------------------------------------------- | ---------------------------------------------------------------------- |
| 22-3-2013                                                              | Saint-Denis                                                            | Francia                                                                | 3 – 1                                                                  | Georgia                                                                | Qual. Mondiali 2014                                                    | -                                                                      |                                                                        |
| 26-3-2013                                                              | Saint-Denis                                                            | Francia                                                                | 0 – 1                                                                  | Spagna                                                                 | Qual. Mondiali 2014                                                    | -                                                                      |                                                                        |
| 11-10-2013                                                             | Parigi                                                                 | Francia                                                                | 6 – 0                                                                  | Australia                                                              | Amichevole                                                             | -                                                                      |                                                                        |
| 19-11-2013                                                             | Saint-Denis                                                            | Francia                                                                | 3 – 0                                                                  | Ucraina                                                                | Qual. Mondiali 2014                                                    | -                                                                      |                                                                        |
| 5-3-2014                                                               | Saint-Denis                                                            | Francia                                                                | 2 – 0                                                                  | Paesi Bassi                                                            | Amichevole                                                             | -                                                                      |                                                                        |
| 8-6-2014                                                               | Lilla                                                                  | Francia                                                                | 8 – 0                                                                  | Giamaica                                                               | Amichevole                                                             | -                                                                      |                                                                        |
| 15-6-2014                                                              | Porto Alegre                                                           | Francia                                                                | 3 – 0                                                                  | Honduras                                                               | Mondiali 2014 - 1º Turno                                               | -                                                                      |                                                                        |
| 20-6-2014                                                              | Salvador                                                               | Svizzera                                                               | 2 – 5                                                                  | Francia                                                                | Mondiali 2014 - 1º turno                                               | -                                                                      |                                                                        |
| 25-6-2014                                                              | Rio de Janeiro                                                         | Ecuador                                                                | 0 – 0                                                                  | Francia                                                                | Mondiali 2014 - 1º turno                                               | -                                                                      | 61’                                                                    |
| 30-6-2014                                                              | Brasilia                                                               | Francia                                                                | 2 – 0                                                                  | Nigeria                                                                | Mondiali 2014 - Ottavi di finale                                       | -                                                                      |                                                                        |
| 4-7-2014                                                               | Rio de Janeiro                                                         | Francia                                                                | 0 – 1                                                                  | Germania                                                               | Mondiali 2014 - Quarti di finale                                       | -                                                                      |                                                                        |
| 4-9-2014                                                               | Saint-Denis                                                            | Francia                                                                | 1 – 0                                                                  | Spagna                                                                 | Amichevole                                                             | -                                                                      |                                                                        |
| 7-9-2014                                                               | Belgrado                                                               | Serbia                                                                 | 1 – 1                                                                  | Francia                                                                | Amichevole                                                             | -                                                                      |                                                                        |
| 11-10-2014                                                             | Saint-Denis                                                            | Francia                                                                | 2 – 1                                                                  | Portogallo                                                             | Amichevole                                                             | -                                                                      |                                                                        |
| 14-10-2014                                                             | Erevan                                                                 | Armenia                                                                | 0 – 3                                                                  | Francia                                                                | Amichevole                                                             | -                                                                      |                                                                        |
| 14-11-2014                                                             | Rennes                                                                 | Francia                                                                | 1 – 1                                                                  | Albania                                                                | Amichevole                                                             | -                                                                      |                                                                        |
| 18-11-2014                                                             | Marsiglia                                                              | Francia                                                                | 1 – 0                                                                  | Svezia                                                                 | Amichevole                                                             | 1                                                                      |                                                                        |
| 26-3-2015                                                              | Saint-Denis                                                            | Francia                                                                | 1 – 3                                                                  | Brasile                                                                | Amichevole                                                             | 1                                                                      |                                                                        |
| 29-3-2015                                                              | Saint-Étienne                                                          | Francia                                                                | 2 – 0                                                                  | Danimarca                                                              | Amichevole                                                             | -                                                                      |                                                                        |
| 7-6-2015                                                               | Saint-Denis                                                            | Francia                                                                | 3 – 4                                                                  | Belgio                                                                 | Amichevole                                                             | -                                                                      |                                                                        |
| 13-6-2015                                                              | Elbasan                                                                | Albania                                                                | 1 – 0                                                                  | Francia                                                                | Amichevole                                                             | -                                                                      |                                                                        |
| 4-9-2015                                                               | Lisbona                                                                | Portogallo                                                             | 0 – 1                                                                  | Francia                                                                | Amichevole                                                             | -                                                                      |                                                                        |
| 7-9-2015                                                               | Bordeaux                                                               | Francia                                                                | 2 – 1                                                                  | Serbia                                                                 | Amichevole                                                             | -                                                                      |                                                                        |
| 8-10-2015                                                              | Nizza                                                                  | Francia                                                                | 4 – 0                                                                  | Armenia                                                                | Amichevole                                                             | -                                                                      |                                                                        |
| 11-10-2015                                                             | Copenaghen                                                             | Danimarca                                                              | 1 – 2                                                                  | Francia                                                                | Amichevole                                                             | -                                                                      | 46’                                                                    |
| 13-11-2015                                                             | Saint-Denis                                                            | Francia                                                                | 2 – 0                                                                  | Germania                                                               | Amichevole                                                             | -                                                                      |                                                                        |
| 17-11-2015                                                             | Londra                                                                 | Inghilterra                                                            | 2 – 0                                                                  | Francia                                                                | Amichevole                                                             | -                                                                      |                                                                        |
| 25-3-2016                                                              | Amsterdam                                                              | Paesi Bassi                                                            | 1 – 2                                                                  | Francia                                                                | Amichevole                                                             | -                                                                      |                                                                        |
| 29-3-2016                                                              | Saint-Denis                                                            | Francia                                                                | 4 – 2                                                                  | Russia                                                                 | Amichevole                                                             | -                                                                      |                                                                        |
| 1-9-2016                                                               | Bari                                                                   | Italia                                                                 | 1 – 3                                                                  | Francia                                                                | Amichevole                                                             | -                                                                      | cap.                                                                   |
| 6-9-2016                                                               | Barysaŭ                                                                | Bielorussia                                                            | 0 – 0                                                                  | Francia                                                                | Qual. Mondiali 2018                                                    | -                                                                      | cap.                                                                   |
| 7-10-2016                                                              | Saint-Denis                                                            | Francia                                                                | 4 – 1                                                                  | Bulgaria                                                               | Qual. Mondiali 2018                                                    | -                                                                      |                                                                        |
| 10-10-2016                                                             | Amsterdam                                                              | Paesi Bassi                                                            | 0 – 1                                                                  | Francia                                                                | Qual. Mondiali 2018                                                    | -                                                                      |                                                                        |
| 11-11-2016                                                             | Saint-Denis                                                            | Francia                                                                | 2 – 1                                                                  | Svezia                                                                 | Qual. Mondiali 2018                                                    | -                                                                      |                                                                        |
| 15-11-2016                                                             | Lens                                                                   | Francia                                                                | 0 – 0                                                                  | Costa d'Avorio                                                         | Amichevole                                                             | -                                                                      | 46’                                                                    |
| 9-6-2017                                                               | Solna                                                                  | Svezia                                                                 | 2 – 1                                                                  | Francia                                                                | Qual. Mondiali 2018                                                    | -                                                                      |                                                                        |
| 13-6-2017                                                              | Saint-Denis                                                            | Francia                                                                | 3 – 2                                                                  | Inghilterra                                                            | Amichevole                                                             | -                                                                      | 47’                                                                    |
| 7-10-2017                                                              | Sofia                                                                  | Bulgaria                                                               | 0 – 1                                                                  | Francia                                                                | Qual. Mondiali 2018                                                    | -                                                                      |                                                                        |
| 10-10-2017                                                             | Saint-Denis                                                            | Francia                                                                | 2 – 1                                                                  | Bielorussia                                                            | Qual. Mondiali 2018                                                    | -                                                                      |                                                                        |
| 14-11-2017                                                             | Colonia                                                                | Germania                                                               | 2 – 2                                                                  | Francia                                                                | Amichevole                                                             | -                                                                      | cap.                                                                   |
| 23-3-2018                                                              | Saint Denis                                                            | Francia                                                                | 2 – 3                                                                  | Colombia                                                               | Amichevole                                                             | -                                                                      |                                                                        |
| 9-6-2018                                                               | Lione                                                                  | Francia                                                                | 1 – 1                                                                  | Stati Uniti                                                            | Amichevole                                                             | -                                                                      |                                                                        |
| 16-6-2018                                                              | Kazan'                                                                 | Francia                                                                | 2 – 1                                                                  | Australia                                                              | Mondiali 2018 - 1º turno                                               | -                                                                      |                                                                        |
| 21-6-2018                                                              | Ekaterinburg                                                           | Francia                                                                | 1 – 0                                                                  | Perù                                                                   | Mondiali 2018 - 1º turno                                               | -                                                                      |                                                                        |
| 26-6-2018                                                              | Mosca                                                                  | Danimarca                                                              | 0 – 0                                                                  | Francia                                                                | Mondiali 2018 - 1º turno                                               | -                                                                      | cap.                                                                   |
| 30-6-2018                                                              | Kazan'                                                                 | Francia                                                                | 4 – 3                                                                  | Argentina                                                              | Mondiali 2018 - Ottavi di finale                                       | -                                                                      |                                                                        |
| 6-7-2018                                                               | Nižnij Novgorod                                                        | Uruguay                                                                | 0 – 2                                                                  | Francia                                                                | Mondiali 2018 - Quarti di finale                                       | 1                                                                      |                                                                        |
| 10-7-2018                                                              | San Pietroburgo                                                        | Francia                                                                | 1 – 0                                                                  | Belgio                                                                 | Mondiali 2018 - Semifinale                                             | -                                                                      |                                                                        |
| 15-7-2018                                                              | Mosca                                                                  | Francia                                                                | 4 – 2                                                                  | Croazia                                                                | Mondiali 2018 - Finale                                                 | -                                                                      |                                                                        |
| 6-9-2018                                                               | Monaco di Baviera                                                      | Germania                                                               | 0 – 0                                                                  | Francia                                                                | UEFA Nations League 2018-2019 - 1º turno                               | -                                                                      |                                                                        |
| 9-9-2018                                                               | Parigi                                                                 | Francia                                                                | 2 – 1                                                                  | Paesi Bassi                                                            | UEFA Nations League 2018-2019 - 1º turno                               | -                                                                      |                                                                        |
| 11-10-2018                                                             | Guingamp                                                               | Francia                                                                | 2 – 2                                                                  | Islanda                                                                | Amichevole                                                             | -                                                                      | 46’                                                                    |
| 16-10-2018                                                             | Saint-Denis                                                            | Francia                                                                | 2 – 1                                                                  | Germania                                                               | UEFA Nations League 2018-2019 - 1º turno                               | -                                                                      |                                                                        |
| 16-11-2018                                                             | Rotterdam                                                              | Paesi Bassi                                                            | 2 – 0                                                                  | Francia                                                                | UEFA Nations League 2018-2019 - 1º turno                               | -                                                                      |                                                                        |
| 22-3-2019                                                              | Chișinău                                                               | Moldavia                                                               | 1 – 4                                                                  | Francia                                                                | Qual. Euro 2020                                                        | 1                                                                      | 34’                                                                    |
| 25-3-2019                                                              | Saint-Denis                                                            | Francia                                                                | 4 – 0                                                                  | Islanda                                                                | Qual. Euro 2020                                                        | -                                                                      |                                                                        |
| 4-6-2019                                                               | Nantes                                                                 | Francia                                                                | 2 – 0                                                                  | Bolivia                                                                | Amichevole                                                             | -                                                                      | cap.                                                                   |
| 8-6-2019                                                               | Konya                                                                  | Turchia                                                                | 2 – 0                                                                  | Francia                                                                | Qual. Euro 2020                                                        | -                                                                      |                                                                        |
| 7-9-2019                                                               | Saint-Denis                                                            | Francia                                                                | 4 – 1                                                                  | Albania                                                                | Qual. Euro 2020                                                        | -                                                                      |                                                                        |
| 10-9-2019                                                              | Saint-Denis                                                            | Francia                                                                | 3 – 0                                                                  | Andorra                                                                | Qual. Euro 2020                                                        | -                                                                      |                                                                        |
| 11-10-2019                                                             | Reykjavík                                                              | Islanda                                                                | 0 – 1                                                                  | Francia                                                                | Qual. Euro 2020                                                        | -                                                                      | cap.                                                                   |
| 14-10-2019                                                             | Saint-Denis                                                            | Francia                                                                | 1 – 1                                                                  | Turchia                                                                | Qual. Euro 2020                                                        | -                                                                      | cap.                                                                   |
| 14-11-2019                                                             | Saint-Denis                                                            | Francia                                                                | 2 – 1                                                                  | Moldavia                                                               | Qual. Euro 2020                                                        | 1                                                                      | cap.                                                                   |
| 17-11-2019                                                             | Tirana                                                                 | Albania                                                                | 0 – 2                                                                  | Francia                                                                | Qual. Euro 2020                                                        | -                                                                      | cap.                                                                   |
| 5-9-2020                                                               | Solna                                                                  | Svezia                                                                 | 0 – 1                                                                  | Francia                                                                | UEFA Nations League 2020-2021 - 1º turno                               | -                                                                      |                                                                        |
| 7-10-2020                                                              | Saint-Denis                                                            | Francia                                                                | 7 – 1                                                                  | Ucraina                                                                | Amichevole                                                             | -                                                                      | 46’                                                                    |
| 11-10-2020                                                             | Saint-Denis                                                            | Francia                                                                | 0 – 0                                                                  | Portogallo                                                             | UEFA Nations League 2020-2021 - 1º turno                               | -                                                                      |                                                                        |
| 14-10-2020                                                             | Zagabria                                                               | Croazia                                                                | 1 – 2                                                                  | Francia                                                                | UEFA Nations League 2020-2021 - 1º turno                               | -                                                                      |                                                                        |
| 11-11-2020                                                             | Saint-Denis                                                            | Francia                                                                | 0 – 2                                                                  | Finlandia                                                              | Amichevole                                                             | -                                                                      | 80’                                                                    |
| 14-11-2020                                                             | Lisbona                                                                | Portogallo                                                             | 0 – 1                                                                  | Francia                                                                | UEFA Nations League 2020-2021 - 1º turno                               | -                                                                      |                                                                        |
| 17-11-2020                                                             | Saint-Denis                                                            | Francia                                                                | 4 – 2                                                                  | Svezia                                                                 | UEFA Nations League 2020-2021 - 1º turno                               | -                                                                      | 46’                                                                    |
| 24-3-2021                                                              | Saint-Denis                                                            | Francia                                                                | 1 – 1                                                                  | Ucraina                                                                | Qual. Mondiali 2022                                                    | -                                                                      |                                                                        |
| 31-3-2021                                                              | Sarajevo                                                               | Bosnia ed Erzegovina                                                   | 0 – 1                                                                  | Francia                                                                | Qual. Mondiali 2022                                                    | -                                                                      | 51’                                                                    |
| 2-6-2021                                                               | Nizza                                                                  | Francia                                                                | 3 – 0                                                                  | Galles                                                                 | Amichevole                                                             | -                                                                      |                                                                        |
| 8-6-2021                                                               | Saint-Denis                                                            | Francia                                                                | 3 – 0                                                                  | Bulgaria                                                               | Amichevole                                                             | -                                                                      |                                                                        |
| 15-6-2021                                                              | Monaco di Baviera                                                      | Francia                                                                | 1 – 0                                                                  | Germania                                                               | Euro 2020 - 1º turno                                                   | -                                                                      |                                                                        |
| 19-6-2021                                                              | Budapest                                                               | Ungheria                                                               | 1 – 1                                                                  | Francia                                                                | Euro 2020 - 1º turno                                                   | -                                                                      |                                                                        |
| 23-6-2021                                                              | Budapest                                                               | Portogallo                                                             | 2 – 2                                                                  | Francia                                                                | Euro 2020 - 1º turno                                                   | -                                                                      |                                                                        |
| 28-6-2021                                                              | Bucarest                                                               | Francia                                                                | 3 – 3 dts (4 – 5 dtr)                                                  | Svizzera                                                               | Euro 2020 - Ottavi di finale                                           | -                                                                      | 30’                                                                    |
| 1-9-2021                                                               | Saint-Denis                                                            | Francia                                                                | 1 – 1                                                                  | Bosnia ed Erzegovina                                                   | Qual. Mondiali 2022                                                    | -                                                                      |                                                                        |
| 7-9-2021                                                               | Décines-Charpieu                                                       | Francia                                                                | 2 – 0                                                                  | Finlandia                                                              | Qual. Mondiali 2022                                                    | -                                                                      |                                                                        |
| 7-10-2021                                                              | Torino                                                                 | Belgio                                                                 | 2 – 3                                                                  | Francia                                                                | UEFA Nations League 2020-2021 - Semifinale                             | -                                                                      |                                                                        |
| 10-10-2021                                                             | Milano                                                                 | Spagna                                                                 | 1 – 2                                                                  | Francia                                                                | UEFA Nations League 2020-2021 - Finale                                 | -                                                                      | 43’                                                                    |
| 25-3-2022                                                              | Marsiglia                                                              | Francia                                                                | 2 – 1                                                                  | Costa d'Avorio                                                         | Amichevole                                                             | -                                                                      | 59’                                                                    |
| 29-3-2022                                                              | Villeneuve-d'Ascq                                                      | Francia                                                                | 5 – 0                                                                  | Sudafrica                                                              | Amichevole                                                             | -                                                                      | cap. 80’                                                               |
| 3-6-2022                                                               | Saint-Denis                                                            | Francia                                                                | 1 – 2                                                                  | Danimarca                                                              | UEFA Nations League 2022-2023 - 1º turno                               | -                                                                      | 61’                                                                    |
| 22-9-2022                                                              | Saint-Denis                                                            | Francia                                                                | 2 – 0                                                                  | Austria                                                                | UEFA Nations League 2022-2023 - 1º turno                               | -                                                                      | cap.                                                                   |
| 26-11-2022                                                             | Doha                                                                   | Francia                                                                | 2 – 1                                                                  | Danimarca                                                              | Mondiali 2022 - 1º turno                                               | -                                                                      | 75’                                                                    |
| 30-11-2022                                                             | Al Rayyan                                                              | Tunisia                                                                | 1 – 0                                                                  | Francia                                                                | Mondiali 2022 - 1º turno                                               | -                                                                      | cap. 63’                                                               |
| 4-12-2022                                                              | Doha                                                                   | Francia                                                                | 3 – 1                                                                  | Polonia                                                                | Mondiali 2022 - Ottavi di finale                                       | -                                                                      |                                                                        |
| 10-12-2022                                                             | Al Khor                                                                | Inghilterra                                                            | 1 – 2                                                                  | Francia                                                                | Mondiali 2022 - Quarti di finale                                       | -                                                                      |                                                                        |
| 14-12-2022                                                             | Al Khor                                                                | Francia                                                                | 2 – 0                                                                  | Marocco                                                                | Mondiali 2022 - Semifinale                                             | -                                                                      |                                                                        |
| 18-12-2022                                                             | Lusail                                                                 | Argentina                                                              | 3 – 3 dts (4 – 2 dtr)                                                  | Francia                                                                | Mondiali 2022 - Finale                                                 | -                                                                      | 113’                                                                   |
| Totale                                                                 |                                                                        | Presenze                                                               | 93                                                                     |                                                                        | Reti                                                                   | 5                                                                      |                                                                        |

## Palmarès

### Club

#### Competizioni nazionali
- Campionato spagnolo: 3

Real Madrid: 2011-2012, 2016-2017, 2019-2020
- Supercoppa di Spagna: 3

Real Madrid: 2012, 2017, 2020
- Coppa di Spagna: 1

Real Madrid: 2013-2014
- Coppa di Lega inglese: 1

Manchester United: 2022-2023
- Coppa d'Inghilterra: 1

Manchester United: 2023-2024

#### Competizioni internazionali
- UEFA Champions League: 4

Real Madrid: 2013-2014, 2015-2016, 2016-2017, 2017-2018
- Supercoppa UEFA: 3

Real Madrid: 2014, 2016, 2017
- Coppa del mondo per club: 4

Real Madrid: 2014, 2016, 2017, 2018

### Nazionale
- Campionato mondiale: 1

Russia 2018
- UEFA Nations League: 1

2020-2021

### Individuale
- Squadra della stagione della UEFA Champions League: 1

2017-2018
- All-Star Team del campionato mondiale: 1

Russia 2018
- Squadra dell'anno UEFA: 1

2018
- FIFA FIFPro World XI: 1

2018
- Squadra maschile dell'anno IFFHS: 1

2018